# 阴山

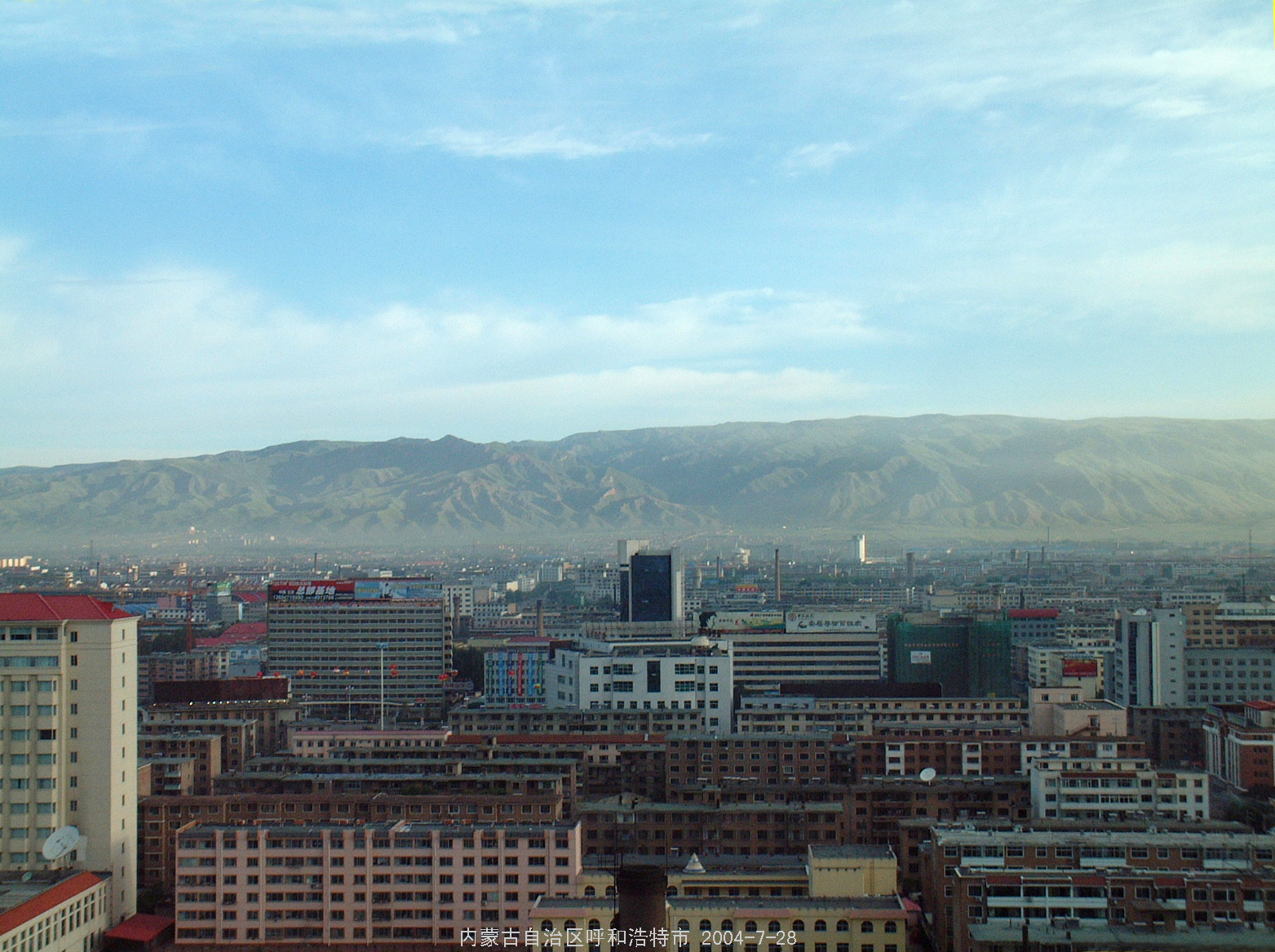
呼和浩特北面的大青山（屬阴山山脉）

陰山山脈，位於中華人民共和國北部，东起河北省西北部的桦山，西止于内蒙古巴彦淖尔中部的狼山，东西长1200多公里，南北宽50至100公里，橫亙於內蒙古自治區中部，是黃河流域的北部天然界線，亦是河套地區的北部屏障，是古代漢族地區的北緣。山脉的平均海拔高度在1500至2300米，呼和浩特以西相對高差較大，地勢高峻，脈絡分明，最高峰呼和巴什格山，海拔2365米，母峰为贺兰山。南坡山势陡峭，北坡较为平缓。

## 地理
现代蒙古语称为Mony Uul，古代被蒙古人俗称为「達蘭喀喇」，意为“七十（个）黑（山头）”。
陰山山脈西段與阿拉善高原相接，從杭錦後旗的狼山開始，主峰是西端的呼和巴什格山，海拔2364米，位於狼山西部，亦是整個陰山山脈的最高山峰。中段有色爾騰山、烏拉山、大青山、灰騰梁山，以位於土默特右旗東北的大青山最高，海拔有2338米。東段有壩上高原的大馬群山、蘇木山、到河北的樺山為止，平均海拔都在1500米以上。水流在山脈之間沖擊，形成峽谷。山脈內部有盆地，盆地中心與山前地帶有數個積水形成的湖泊。陰山山脈間的河流，在注入這些湖泊之後，再匯聚流入黃河。這些湖泊中，比較著名的計有：烏梁素海、岱海、黃旗海等。

## 主要行政区
- 内蒙古自治区
  - 乌兰察布市
  - 巴彦淖尔市
  - 包頭市
  - 呼和浩特市
- 河北省

## 主要旅游景点
- 陰山遼代墓葬群

## 外部連結
- 綠人網景點數據庫：內蒙景點：烏蘭察布盟景區：陰山